# Święty Gislen
Święty Gislen (ur. na początku VII wieku w Grecji, zm. 9 października 680 w Ursidongus, obecnie Saint-Ghislain w Belgii) – święty katolicki, założyciel klasztoru, pustelnik.

## Życiorys
Studiował w Atenach i tam przyjął święcenia kapłańskie. Po przeniesieniu się do Rzymu otrzymał  od papieża polecenie wyjazdu wraz z Lamberto Berlero w celu podjęcia misji. Do 650 roku pędził życie eremity w Mons. Założył klasztor pod wezwaniem świętych Piotra i Pawła do  końca życia pozostając jego opatem.
W swojej działalności dzielił się pobożnością i rozwagą w rozwiązywaniu problemów. W utworzonej wspólnocie był uosobieniem siły i zwiastunem Jezusa Chrystusa.
Klasztor po jego śmierci został nazwany na cześć założyciela Saint Ghislain.
Relikwie świętego w 929 roku przeniesiono do Grandlieu, a następnie w 1025 roku biskup Gerard z Cambrai przeniósł je do Le Cateau-Cambrésis. Od 1647 znajdują się w Saint-Ghislain, którego patronem został święty.

## Znaczenie
Z klasztoru założonego przez świętego Gislena pochodzą święte: Adelgunda, Aldetruda i Madelberta. Przypisuje mu się udział w założeniu przez św. Waldetrudę klasztoru w Mons.